# Centre de Communication Nord
Pour les articles homonymes, voir CCN.
Le Centre de communication Nord (CCN) de Bruxelles était un bâtiment comportant un nœud de communication situé au nord du centre ville, rue du Progrès et démoli en 2024. Le noeud comprenait:
- la gare de Bruxelles-Nord ;
- la station de prémétro Gare du Nord desservie par les lignes 3, 4, 25 et 55 du tramway de Bruxelles ;
- des arrêts pour les bus de la STIB et ceux de De Lijn ;
- un terminal d'autocars (Eurolines, Flixbus , etc.) ;
- une station de taxis.

## Description
Le CCN comprend aussi une galerie commerçante et les bureaux du Service public régional de Bruxelles[Passage à actualiser].
Le musée des chemins de fer belges, anciennement situé dans la gare, est fermé définitivement à la suite de la décision de créer un nouveau musée national des chemins de fer, le Train World, au niveau de la Gare de Schaerbeek.
Le bâtiment de la gare de Bruxelles-Nord, de style Art déco tardif avec une tour horloge, a été conçu par les architectes Saintenoy père et fils au début des années 1950.
Dans les années 1970, le projet dit "Manhattan" a vu la démolition des habitations avoisinantes en vue de créer le quartier Nord, dédié aux affaires et desservi par des autoroutes urbaines. L'esplanade surélevée de la gare est alors démolie et remplacée par un bâtiment bas destiné à servir de pôle multimodal, desservi par des bus, trams en surface et prémétros souterrains. Deux étages de bureaux s'ajoutent dans les années 80. La hauteur de l'ensemble est la même que le soubassement des gratte-ciels voisins lesquels devaient communiquer entre eux via un ensemble de passerelles, jamais construites. Après plusieurs projets, contrariés par la régionalisation des institutions belges, il est finalement décidé d'ajouter en 1992 un immeuble de plusieurs étages de bureaux sur le bâtiment existant, avec un grand atrium central communiquant avec la gare SNCB.
La gare SNCB est rénovée dans les années 2010 et de nouveaux accès sont aménagés.
Dans les années 2020, l'ensemble des bâtiments qui constituent l'aile ouest (gare routière, accès au prémétro, bureaux) sont en cours de réaménagement ; certains étages souterrains sont à l'abandon depuis plusieurs années. Une partie du bâtiment est démoli, tandis que, sous terre, le niveau le plus bas l'arrêt de tram sera transformé en station du Métro 3.

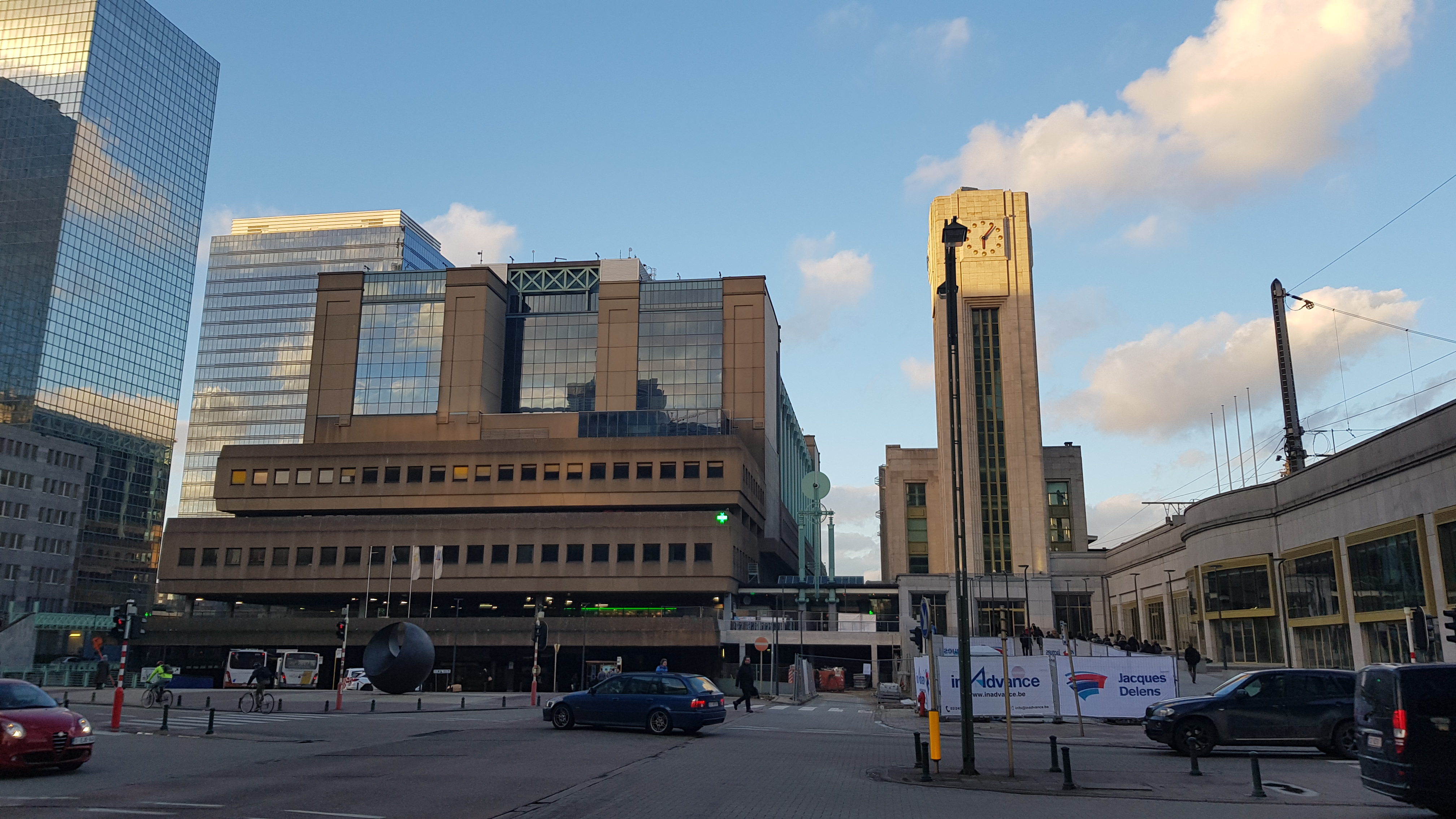
La gare (à droite) et l'immeuble de bureaux, en surplomb de la gare routière.
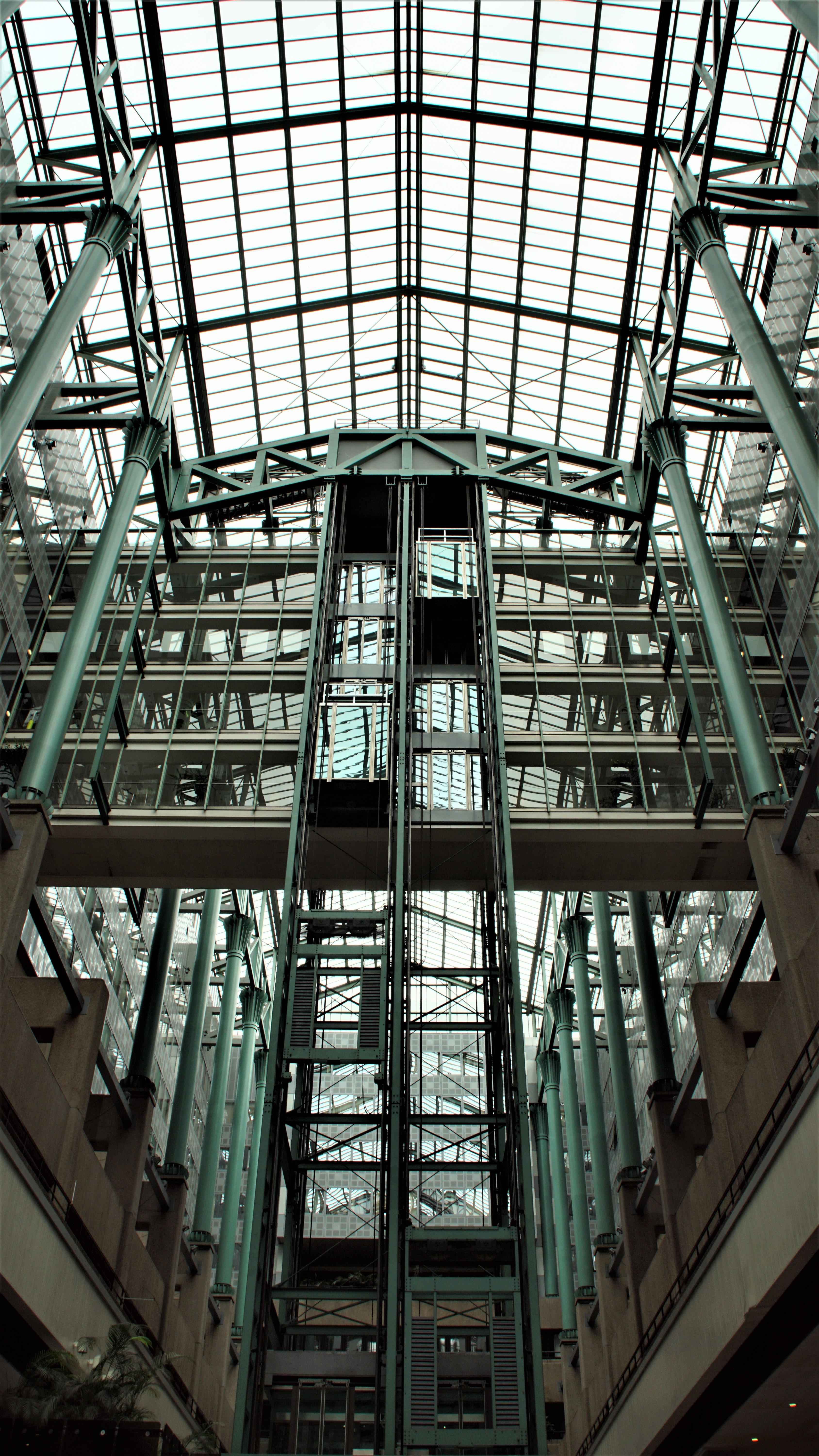
Verrière et ascenseurs.
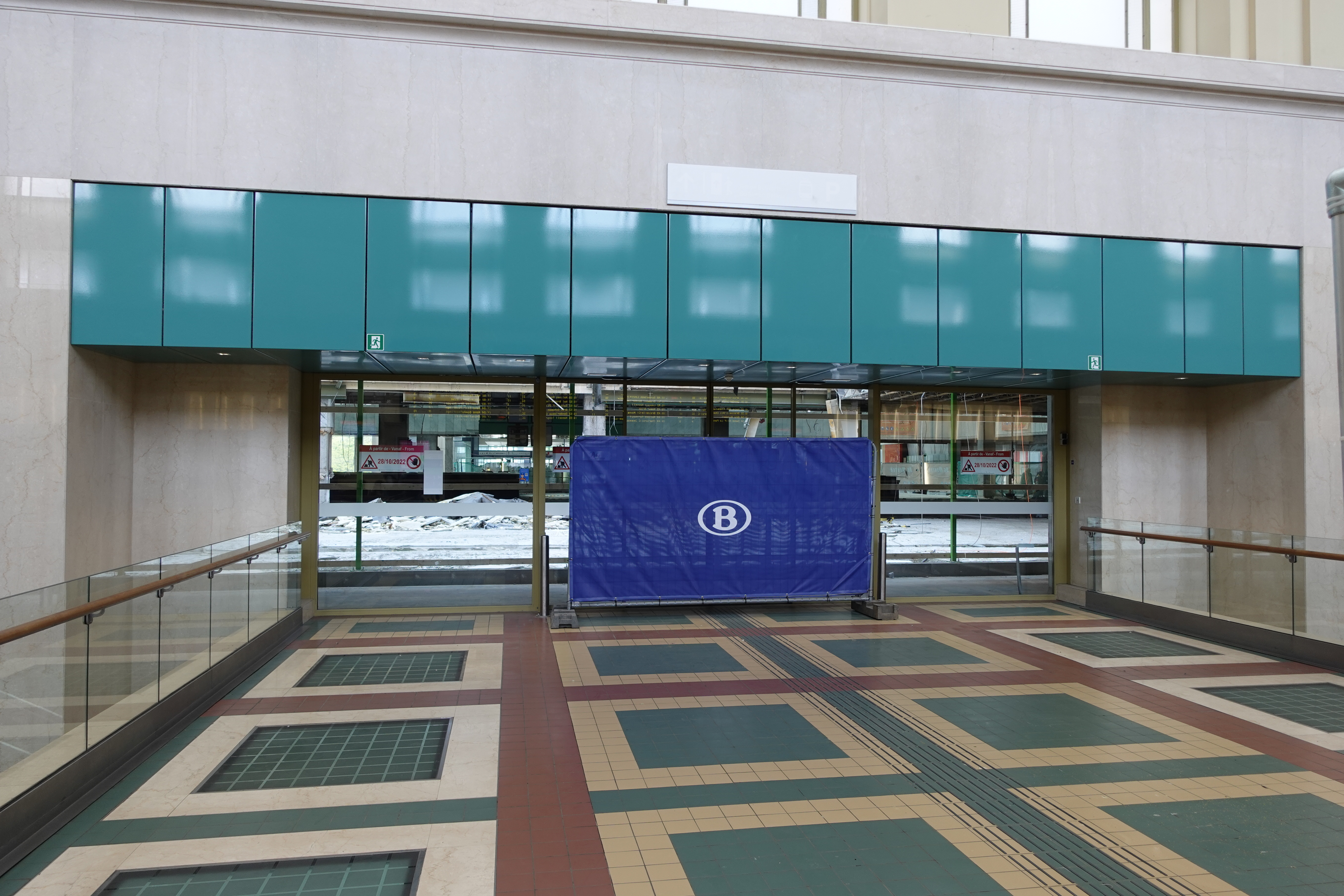
Accès à la gare du Nord.
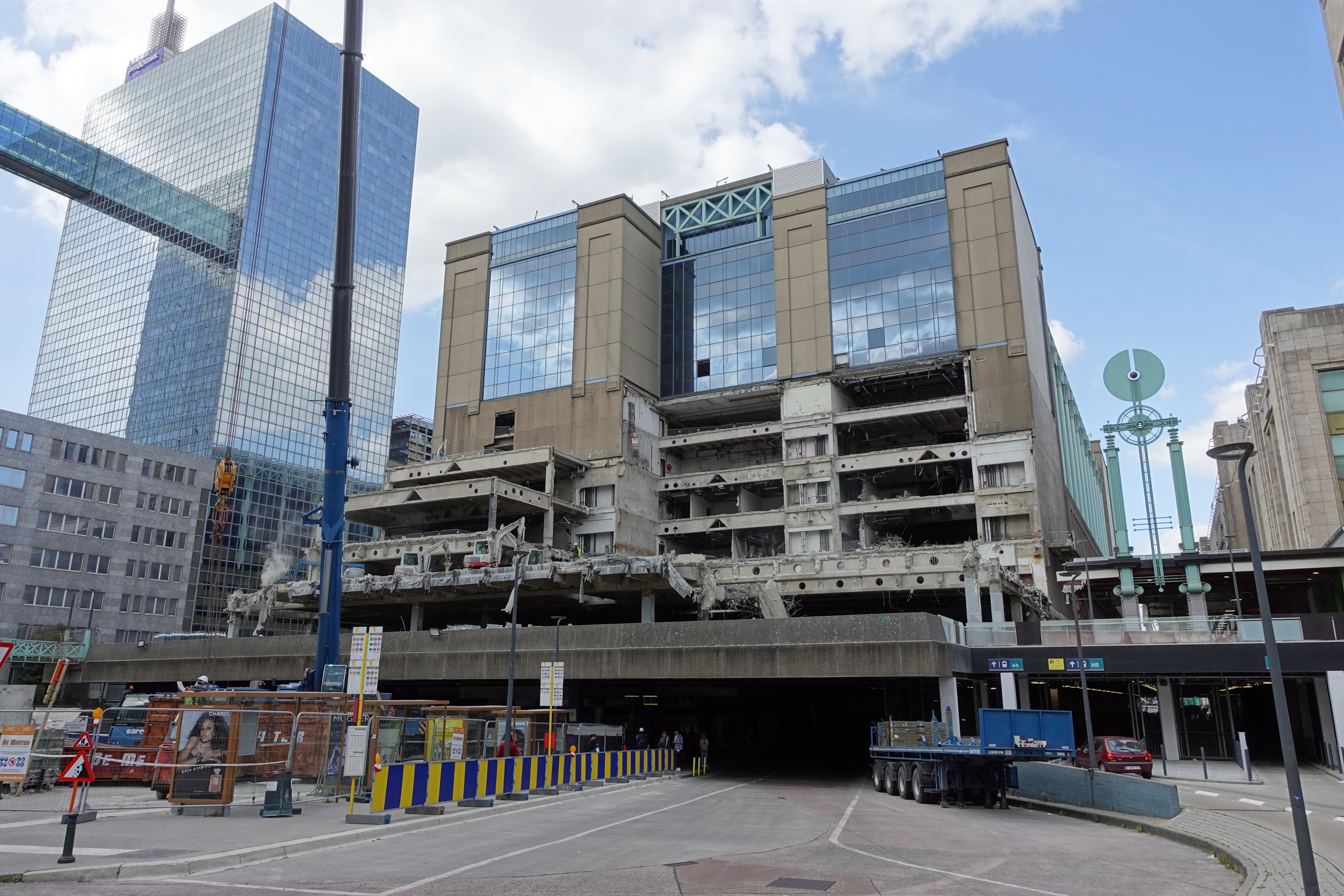
Démolition en cours (17 mai 2023).